# Živčno tkivo
Živčno tkivo ali živčnina je tkivo ektodermalnega izvora, sestavljeno iz živčnih celic (nevronov) in nevroglije, iz katerega je zgrajeno živčevje. Je najbolj diferencirana vrsta tkiva pri živalih in človeku. 
Sposobna je z vzburjenjem reagirati na dražljaje, jih prevajati in obdelati. Živčno tkivo sestavljata dve temeljni celici, živčne celice (ganglijske celice, nevroni) in živčno oporno tkivo, nevroglija. Vsaka živčna celica ima vsaj dva izrastka, s katerima sestavlja funkcionalno enoto: enega ali več razvejenih izrastkov (dendritov), po katerih se vzburjenje prevaja v telo nevrona, in praviloma eno, lahko tudi meter dolgo živčno vlakno (akson); to vodi vzburjenje proč od nevronov. Akson obdaja posebna vezivna nevrolemska ovojnica, s katero sestavlja funkcionalno enoto, nevrit. Pri nevretenčarjih je ovojnica preprosta in nečlenjena, pri vretenčarjih večinoma dvojna – Schwannove celice. Obe ovojnici v določenih razmikih zažemajo Ranvierovi zažetki. Stike med živčnimi vlakni različnih celic ter živčnimi vlakni in oživčenim telesnim tkivom imenujemo sinapse. Živčne celice so glavna sestavina sive možganovine v možganih in hrbtenjači, so pa tudi v ganglijih, mrežnici in nosni sluznici. 